# 2012년 7월
| 2012년: 1월 · 2월 · 3월 · 4월 · 5월 · 6월 · 7월 · 8월 · 9월 · 10월 · 11월 · 12월 |

| <           | 2012년 7월 | 2012년 7월 | 2012년 7월 | 2012년 7월  | 2012년 7월 | >          |
| 일          | 월         | 화         | 수         | 목          | 금         | 토         |
| 1 5.12 계해 | 2 13 갑자  | 3 14 을축  | 4 15 병인  | 5 16 정묘   | 6 17 무진  | 7 18 기사  |
| 8 19 경오   | 9 20 신미  | 10 21 임신 | 11 22 계유 | 12 23 갑술  | 13 24 을해 | 14 25 병자 |
| 15 26 정축  | 16 27 무인 | 17 28 기묘 | 18 29 경진 | 19 6.1 신사 | 20 2 임오  | 21 3 계미  |
| 22 4 갑신   | 23 5 을유  | 24 6 병술  | 25 7 정해  | 26 8 무자   | 27 9 기축  | 28 10 경인 |
| 29 11 신묘  | 30 12 임진 | 31 13 계사 |            |             |            |            |

| 편집하기 |

## 2012년7월 31일(화요일)
사회
- 대한민국 포털 사이트 중 하나였던 파란이 서비스를 종료하고 일부 기능을 다음커뮤니케이션으로 이관하다.

국제
- 일본이 독도 영유권 내용이 포함되어 있는 방위백서를 발표하다.

## 2012년7월 28일(토요일)
국제
- 2012년 런던 올림픽이 개막식을 시작으로 공식 일정에 들어가다. (~8월 13일)

## 2012년7월 24일(화요일)
사회
- 제주 올레길에서 발생한 살인사건과 관련하여 제주도는 올레길 제1코스를 잠정 폐쇄하기로 결정하다.

## 2012년7월 23일(월요일)
사회
- 2012년 제주도 올레길 살인사건의 범인이 검거되다.
- 2012년 서울 강북지역 5만원권 위조지폐 유통사건에서 위조지폐를 만든 일당이 구속되었다고 경찰이 밝혔다.

## 2012년7월 20일(금요일)
사회
- 미국 콜로라도주 오로라에서 다크 나이트 라이즈를 상영하던 영화관에서 총기 난사 사건이 일어나 12명이 숨지고 50명이 다치는 사건이 발생하다.

## 2012년7월 18일(수요일)
정치
- 조선민주주의인민공화국 조선중앙통신, 조선중앙방송, 평양방송이 오늘 오전 12시 중대보도를 통해 조선민주주의인민공화국 최고사령관인 김정은을 공화국 원수로 승격시키다.

## 2012년7월 17일(화요일)
사회
- 시리아의 시민군이 수도 다마스쿠스에 대한 대대적인 전면 공격을 시작하다.

## 2012년7월 16일(월요일)
정치
- 조선민주주의인민공화국 조선중앙통신이 리영호 총참모장이 조선로동당 중앙정치국 상무위원에서 해임되었다고 발표하다.

## 2012년7월 12일(목요일)
경제
- 한국은행 금융통화위원회에서 3년 5개월만에 금리를 0.25%p 인하하여 3%로 낮추다.

사회
- 시리아에서 정부군의 공격으로 220여 명의 민간인이 학살당하다.

## 2012년7월 11일(수요일)
과학
- 미국 항공 우주국(NASA)의 과학자들이 허블 우주 망원경을 이용해 명왕성의 다섯 번째 위성인 S/2012 (134340) 1을 발견하다.

## 2012년7월 10일(화요일)
사회
- 국제 형사 재판소(ICC)가 소년병을 강제 징집한 콩고의 토마스 루방가에게 징역 14년의 형을 선고하다.

## 2012년7월 9일(월요일)
사회
- 대한민국의 무용가 공옥진이 사망하다.

## 2012년7월 8일(일요일)
정치
- 이집트의 대통령 무함마드 무르시가 의회의 입법권을 회복시키기 위해 재소집을 명령하다.

## 2012년7월 7일(토요일)
재난/재해
- 러시아의 남서부 크라스노다르 주 일대에서 폭풍우로 홍수와 산사태가 발생해 최소 171명이 사망하다.

사회
- 일본이 센카쿠 열도에 대해 국유화 방침을 밝히다.

## 2012년7월 5일(목요일)
사회
- 대한민국 대법원이 제주 해군 기지의 설치가 적법하다는 판결을 내리다.

## 2012년7월 4일(수요일)
과학
- 유럽 입자 물리 연구소(CERN)가 힉스 입자로 추정되는 소립자를 발견하였다고 발표하다.

재난/재해
- 일본에서 규슈 지방을 중심으로 한 집중 호우로 인명 및 재산 피해가 속출하다.

## 2012년7월 2일(월요일)
재난/재해
- 미국 중동부에서 폭풍과 폭염 등으로 17명의 사망자가 발생하다.

## 2012년7월 1일(일요일)
선거
- 멕시코의 대통령 선거에서 제 1야당인 제도혁명당(PRI)의 후보인 엔리케 페냐 니에토가 당선되다.

행정
- 대한민국에서 세종특별자치시가 공식 출범하다.